# Melilla Club de Fútbol
El Melilla Club de Fútbol fou un club de futbol espanyol de la ciutat de Melilla.
El club va ser fundat el 1940 com a Club Deportivo Tesorillo, adoptant el nom Melilla Club de Fútbol l'agost de 1956, després de la dissolució del UD Melilla. Jugà a Segona Divisió entre 1962 i 1966. A continuació va perdre diverses categories i el 1976 es fusionà amb el Club Gimnástico de Cabrerizas, per formar el Gimnástico Melilla Club de Fútbol.
L'evolució dels principals clubs de la ciutat és:
- Melilla Fútbol Club (1921-1943)
- CU Juventud Español (1940-1943)
- Unión Deportiva Melilla (1943-1956)
- Club Deportivo Tesorillo (1940-1956) → Melilla Club de Fútbol (1956-1976)
- Sociedad Deportiva Melilla (1970-1976)
- Club Gimnástico de Cabrerizas (1973-1976)
- Gimnástico Melilla Club de Fútbol (1976-1980) → Unión Deportiva Melilla (1980-)

## Evolució de l'uniforme
El primer uniforme del club era totalment negre, fins que a meitat de la dècada de 1920 canvià a samarreta blava i pantaló blanc.
| 1940 | 1951 | 1956 | 1960 |  |

## Temporades
| Temporada | Nivell | Divisió    | Posició | Copa del Rei   |
| --------- | ------ | ---------- | ------- | -------------- |
| 1940-1956 | —      | Regional   | —       |                |
| 1956-57   | 3      | 3a Divisió | 1r      |                |
| 1957-58   | 3      | 3a Divisió | 14è     |                |
| 1958-59   | 3      | 3a Divisió | 13è     |                |
| 1959-60   | 3      | 3a Divisió | 9è      |                |
| 1960-61   | 3      | 3a Divisió | 2n      |                |
| 1961-62   | 3      | 3a Divisió | 2n      |                |
| 1962-63   | 2      | 2a Divisió | 11è     | 1a ronda       |
| 1963-64   | 2      | 2a Divisió | 12è     | 16ens de final |
| 1964-65   | 2      | 2a Divisió | 12è     | 1a ronda       |
| 1965-66   | 2      | 2a Divisió | 15è     | 1a ronda       |
| 1966-67   | 3      | 3a Divisió | 6è      |                |
| 1967-68   | 3      | 3a Divisió | 4t      |                |
| 1968-69   | 3      | 3a Divisió | 2n      |                |
| 1969-70   | 3      | 3a Divisió | 3rd     | 4a ronda       |
| 1970-71   | 3      | 3a Divisió | 11è     | 1a ronda       |
| 1971-72   | 3      | 3a Divisió | 5è      | 1a ronda       |
| 1972-73   | 3      | 3a Divisió | 7è      | 1a ronda       |
| 1973-74   | 3      | 3a Divisió | 14è     | 2a ronda       |
| 1974-75   | 3      | 3a Divisió | 15è     | 1a ronda       |
| 1975-76   | 3      | 3a Divisió | 18è     | 1a ronda       |